# Dolutegrawir
Dolutegrawir (łac. dolutegravirum) – wielofunkcyjny organiczny związek chemiczny, inhibitor integrazy ludzkiego wirusa niedoboru odporności, stosowany jako lek wzmacniający działanie rytonawiru oraz kobicystatu.

## Mechanizm działania
Dolutegrawir hamuje integrazę HIV poprzez wiązanie się z aktywnym miejscem integrazy i blokowanie etapu transferu łańcucha w procesie integracji retrowirusowego kwasu deoksyrybonukleinowego (DNA). Proces ma kluczowe znaczenie dla cyklu replikacji HIV.

## Zastosowanie

### Unia Europejska
- zakażenie ludzkim wirusem upośledzenia odporności (HIV) u osób dorosłych i młodzieży w wieku powyżej 12 lat w skojarzeniu z innymi lekami przeciwretrowirusowymi[5]

### Stany Zjednoczone
- zakażenie ludzkim wirusem upośledzenia odporności typu 1 (HIV–1) u osób dorosłych i młodzieży w wieku 12 lat lub wyższym i o wadze co najmniej 40 kg w skojarzeniu z innymi lekami przeciwretrowirusowymi[7].

Dolutegrawir znajduje się na wzorcowej liście podstawowych leków Światowej Organizacji Zdrowia (WHO Model Lists of Essential Medicines) (2019).
Dolutegrawir jest dopuszczony do obrotu w Polsce (2020).

## Działania niepożądane
Dolutegrawir może powodować następujące działania niepożądane u ponad 10% pacjentów: biegunka, ból głowy, nudności, natomiast u ponad 1%: bezsenność, ból brzucha, ból w nadbrzuszu, dyskomfort w jamie brzusznej, niezwykłe sny, świąd, wymioty, wysypka, wzdęcie, zawroty głowy, zmęczenie oraz zwiększona aktywność aminotransferazy alaninowej (AlAT), aminotransferazy asparaginianowej (AspAT) i fosfokinazy kreatynowej (CPK).